# Рейси, Пол
Пол Рейси (англ. Paul Raci; родился 7 апреля 1948, Чикаго, Иллинойс, США) — американский актёр, наиболее известный по роли Джо, глухого наставника главного героя в фильме «Звук металла» (2019), за которую получил ряд наград (в том числе премии Национального общества кинокритиков и «Независимый дух») и номинации на премии «Оскар» и BAFTA как лучший актёр второго плана. До этого фильма играл главным образом эпизодические роли в телесериалах.

## Биография
Пол Рейси родился в 1948 году в Чикаго в семье Митчелла и Лорел Рейси. По отцу он происходит от переселенцев из Польши, носивших фамилию Рацибожинские. Родители Пола были глухими, поэтому он, имея полноценный слух, в совершенстве овладел американским языком жестов. Рейси служил санитаром в госпитале Военно-морского флота США и получил звание старшины второго класса. В 1969—1973 годах он служил на борту авианосца USS Coral Sea и участвовал в двух командировках во Вьетнам.
В 1987 году Рейси получил первую роль в кино — в фильме «Полицейский по найму». Он появлялся в картинах «Дракон: История жизни Брюса Ли» (1990), «Мерцающий» (1996), «В поисках зверя» (2022) и др., но главным образом играл эпизодические роли в телесериалах, среди которых — «Парки и зоны отдыха» и «Баскетс». Известность актёру принесла роль Джо в картине «Звук металла» (2019), признанной одним из лучших фильмов года. Рейси получил за эту работу ряд наград, в том числе премии Национального общества кинокритиков и «Независимый дух», был номинирован на премии «Оскар» и BAFTA как лучший актёр второго плана.

## Фильмография
| Год  |   | Русское название               | Оригинальное название       | Роль                            |
| ---- | - | ------------------------------ | --------------------------- | ------------------------------- |
| 1987 | ф | Полицейский по найму           | Rent-a-Cop                  | Уитер                           |
| 1990 | ф | Дракон: История жизни Брюса Ли | Dragon: The Bruce Lee Story |                                 |
| 2010 | с | Парки и зоны отдыха            | Parks and Recreation        | Юджин                           |
| 2014 | с | Спасатели Малибу               | Baywatch                    | Дэн                             |
| 2019 | с | Баскетс                        | Baskets                     | Барт/Барабанщик Питера Гэбриела |
| 2019 | ф | Звук металла                   | Sound of Metal              | Джо                             |
| 2022 | ф | В поисках зверя                | Butcher's Crossing          | Макдональд                      |
| 2023 | ф | Синг-Синг                      | Sing Sing                   | Брент Буелл                     |
| 2023 | с | Перри Мейсон                   | Perry Mason                 | Лидделл                         |
| 2023 | ф | Мать                           | The Mother                  | Джонс                           |